# Massala turtur
Massala turtur là một loài bướm đêm trong họ Erebidae.